# کریستینا اوتزن
کریستینا اوتزن (انگلیسی: Christina Otzen؛ زادهٔ ۴ اکتبر ۱۹۷۵) قایقران قایق بادبانی اهل دانمارک است.